# Fabian von Bellingshausen
Fabian Gottlieb Thaddeus von Bellingshausen, född 18 augusti 1778 på Ösel, död 13 januari 1852 (15 januari enligt andra källor) i Kronstadt, var en balttysk sjöfarare och officer som tjänstgjorde i Ryssland.

## Biografi
Bellingshausen växte upp på godset Hoheneichen (idag benämnt Pilguse) i nuvarande Lümanda kommun, Estland.  Han blev redan vid 11 års ålder kadett i marinskolan i Kronstadt. 1796 gjorde han sin första resa till Storbritannien. Mellan 1803 och 1806 deltog von Bellinghausen i en rysk världsomsegling ledd av Adam Johann von Krusenstern. Efter expeditionen blev han officer och befälhavare på olika fartyg i ryska örlogsflottan i Östersjön och Svarta havet. von Bellinghausen deltog som korvettkapten i kriget mot Sverige 1809.
1819 fick han av tsaren Alexander I tillsammans med Michail Lazarev ledningen över Rysslands första expedition till Södra ishavet. Till expeditionen hörde fartygen Vostok och Mirny. Expeditionen var utrustad med flera medaljer som skulle överlämnas till ursprungsbefolkningen på möjliga nyupptäckta öar. Medaljerna skulle öka folkgruppernas lojalitet mot Ryssland och samtidig visa för konkurrenter att de ryska fartygen var först på plats. På vägen söderut fastställdes att Sydsandwichöarna endast är en ögrupp och inte en del av en större kontinent som James Cook tidigare antog. Under expeditionen som varade 751 dagar upptäcktes 29 nya öar och delar av Antarktis, en kontinent vars upptäckt tillskrivits honom. De tvivel som uppkom mot expeditionens upptäckter berodde främst på felaktiga översättningar av loggböckerna till engelska. Dessutom blev loggböckerna under Ryska revolutionen förstörda. Expeditionens andra ledare Lazarev beskrev shelfiskanten i sina anteckningar som en extrem hög issockel som sträckte sig från ena sidan till andra sidan så långt ögat räcker. Dessutom korsades södra polcirkeln flera gånger och kringseglades Antarktis helt. 1821 upptäcktes Alexander Island och Peter I:s ö. Under senare delen av resan besöktes flera öar i södra Stilla havet som kort innan blev upptäckta av brittiska eller amerikanska expeditioner och säljägare. De ryska namn som Bellingshausen etablerade för öarna förkastades senare till förmån av engelska namn. I augusti samma år var expeditionen tillbaka i Kronstadt.
von Bellinghausen utnämndes 1839 till guvernör över Kronstadt.

## Utmärkelser
- Nedslagskratern Bellinsgauzen på månen[3]
- Asteroiden 3659 Bellingshausen[4]

- Sankt Alexander Nevskij-orden,  1842[5]
- Sankt Vladimirs orden, första klassen,  1846[5]
- Sankt Annas orden, första klass med kejsarkrona
- Bathorden
- Sankt Vladimirs orden, tredje klass, för Första ryska Antarktisexpeditionen[5]
- Vita örnens orden
- Sankt Vladimirs orden, andra klassen
- Sankt Ludvigsorden
- Georgsorden, fjärde klass
- Sankt Vladimirs orden

[Redigera Wikidata]

### Fotnoter
1. 1 2 3 4  Day, David (2013). ”1780-1820”. Antarctica: A Biography. Oxford University Press. sid. 17-37
2. ↑  Björn Nordström (24 februari 2002). ”Det luktar ständigt pingvin”. American Factfinder. http://www.dn.se/resor/antarktis/det-luktar-standigt-pingvin/. Läst 14 september 2015.
3. ↑  ”Bellinsgauzen on Moon” (på engelska). International Astronomical Union. 18 oktober 2010. https://planetarynames.wr.usgs.gov/Feature/674. Läst 18 november 2023.
4. ↑  ”Minor Planet Center 3659 Bellingshausen” (på engelska). Minor Planet Center. https://www.minorplanetcenter.net/db_search/show_object?object_id=3659. Läst 18 november 2023.
5. 1 2 3  Nikolaj Korgujev, Беллингсгаузен, Фаддей Фаддеевич, Russkij biografitjeskij slovar'.[källa från Wikidata]